# Alexis Jordan
Alexis Jordan (ur. 7 kwietnia 1992 w Columbii w Karolinie Południowej) – amerykańska wokalistka i aktorka.
Piosenkarka wystąpiła w amerykańskiej wersji programu Mam talent! (America’s Got Talent) w 2006 roku. Po wyeliminowaniu z programu umieściła covery piosenek na YouTube, które obejrzało ponad milion internautów. Alexis współpracuje z norweskim zespołem producentów muzycznych Stargate oraz z Jayem-Z, z którym podpisała kontrakt w wytwórni StarRoc/Roc Nation.

## Życie i kariera

### 1992-2008: Wczesne życie
Alexis urodziła się i dorastała w Columbii, w stanie Karolina Południowa. Jej matka jest pochodzenia afroamerykańskiego, natomiast ojciec jest Portorykańczykiem. Alexis zaczęła pisać piosenki od trzeciej klasy. W wieku jedenastu lat przeniosła się z rodzicami i trójką młodszego rodzeństwa do Santa Clarita, w Kalifornii, aby rozpocząć karierę w sztuce. W wieku lat dwunastu Alexis otworzyła koncert Smokeya Robinsona w hołdzie Steviemu Wonderow. Następne kilka lat spędziła w szkole, gdzie była wyśmiewana przez innych uczniów, ale wspierali ją przyjaciele: Indyah Lynch i Kebo Hunt, którzy pracowali jako zawodowi aktorzy, w operach mydlanych i reklamach razem.
Po wykonaniu Hymnu Stanów Zjednoczonych Ameryki w United States Air Force Academy wieku 12 lat, Alexis zaczęła przyciągać mnóstwo zainteresowania. Przełom przyszedł w 2006 roku, kiedy wzięła udział w pierwszej edycji America’s Got Talent. Alexis zaśpiewała wtedy na castingu piosenkę Whitney Houston „I Have Nothing” i zakwalifikowała się do następnego etapu, po którym jednak odpadła. Pomimo porażki, kariera Alexis zaczęła nabierać rozgłosu. Wraz z rodziną przeniosła się do Atlanty w stanie Georgia. Wtedy zaczęła publikować swoje wykonania różnych znanych piosenek na portalu YouTube. W 2008 roku jej kanał na tym portalu liczył ponad milion wejść. W 2008 roku grupa producentów szwedzkich Stargate zaproponowała jej lot do Nowego Jorku, by nagrała z nimi kilka piosenek. Wtedy jej talentem zainteresował się znany raper Jay-Z, który stał się jej mentorem i zaproponował jej podpisanie kontraktu z wytwórnią StarRoc/Roc Nation.

### 2010-obecnie:Alexis Jordan
Debiutancki singel Alexis „Happiness” został wydany 7 września 2010 roku. Piosenka została stworzona przez Deadmau5, Autumn Rowe, Tora Erika Hermansena i Mikkela S. Eriksena. Dwóch ostatnich zajęło się także produkcją. W Stanach Zjednoczonych „Happiness” dotarł na szczyt Hot Dance Club Songs i Hot Dance Airplay. Ponadto znalazł się również w pierwszej piątce w Wielkiej Brytanii i Australii, gdzie pokrył się platyną. Drugi singel Jordan, „Good Girl” wydany został w lutym 2011 i znalazł się na pozycji #18 w Irlandii. Tego samego miesiąca światło dzienne ujrzał także debiutancki album studyjny wokalistki zatytułowany Alexis Jordan. Jamajski wokalista Sean Paul nagrał z Alexis piosenkę „Got 2 Luv U”, która osiągnęła duży sukces na listach przebojów.

### Koncerty w Polsce
Alexis Jordan dotychczas wystąpiła dwa razy w Polsce. Wystąpiła 28 maja na gali Eska Music Awards 2011 w Katowicach i 20 lipca 2012 w Kołobrzegu po zakończeniu gali Eska Music Awards 2012

## Dyskografia

### Albumy
| Tytuł         | Informacje                                                                              | Najwyższe pozycje | Najwyższe pozycje | Najwyższe pozycje | Najwyższe pozycje | Najwyższe pozycje | Najwyższe pozycje | Certyfikaty  |
| Tytuł         | Informacje                                                                              | POL               | AUS               | IRE               | SWI               | NL                | UK                | Certyfikaty  |
| ------------- | --------------------------------------------------------------------------------------- | ----------------- | ----------------- | ----------------- | ----------------- | ----------------- | ----------------- | ------------ |
| Alexis Jordan | - Wydany: 28 lutego 2011 - Wytwórnia: StarRoc/Roc Nation - Format: CD, digital download | 62                | 11                | 28                | 96                | 21                | 9                 | - UK: Srebro |

### Single
| Tytuł       | Rok  | Najwyższe pozycje | Najwyższe pozycje | Najwyższe pozycje | Najwyższe pozycje | Najwyższe pozycje | Najwyższe pozycje | Najwyższe pozycje | Status                                                  | Album         |
| Tytuł       | Rok  | POL               | POL Dance         | AUS               | IRL               | NLD               | NZL               | UK                | Status                                                  | Album         |
| ----------- | ---- | ----------------- | ----------------- | ----------------- | ----------------- | ----------------- | ----------------- | ----------------- | ------------------------------------------------------- | ------------- |
| „Happiness” | 2010 | 2                 | 19                | 3                 | 13                | 1                 | 8                 | 3                 | - AUS: 3× Platyna - NZL: Złoto - BEL: Złoto - UK: Złoto | Alexis Jordan |
| „Good Girl” | 2011 | –                 | 42                | 40                | 15                | –                 | –                 | 6                 | - UK: Srebro                                            | Alexis Jordan |
| „Hush Hush” | 2011 | –                 | 50                | –                 | 43                | –                 | –                 | 66                |                                                         | Alexis Jordan |

#### Z gościnnym udziałem
| Tytuł                           | Rok  | Najwyższe pozycje | Najwyższe pozycje | Najwyższe pozycje | Najwyższe pozycje | Najwyższe pozycje | Najwyższe pozycje | Najwyższe pozycje | Status                                                               | Album              |
| Tytuł                           | Rok  | POL               | POL Dance         | AUS               | IRL               | NLD               | NZL               | UK                | Status                                                               | Album              |
| ------------------------------- | ---- | ----------------- | ----------------- | ----------------- | ----------------- | ----------------- | ----------------- | ----------------- | -------------------------------------------------------------------- | ------------------ |
| „Got 2 Luv U” (feat. Sean Paul) | 2010 | 2                 | –                 | 26                | 5                 | 1                 | –                 | 11                | - AUS: Platyna - AUT: Złoto - GER: Złoto - UK: Srebro - SWI: Platyna | Tomahawk Technique |

### Single promocyjne
| Tytuł       | Rok  | Najwyższe pozycje | Najwyższe pozycje | Najwyższe pozycje | Najwyższe pozycje | Najwyższe pozycje | Najwyższe pozycje | Najwyższe pozycje | Status | Album         |
| Tytuł       | Rok  | POL               | POL Dance         | AUS               | IRL               | NLD               | NZL               | UK                | Status | Album         |
| ----------- | ---- | ----------------- | ----------------- | ----------------- | ----------------- | ----------------- | ----------------- | ----------------- | ------ | ------------- |
| „Say That”  | 2011 | –                 | –                 | –                 | –                 | –                 | –                 | –                 |        | Alexis Jordan |
| „Acid Rain” | 2013 | –                 | 35                | –                 | –                 | –                 | –                 | –                 |        | –             |

## Gościnny udział
| Rok  | Tytuł      | Album        | Artysta        |
| ---- | ---------- | ------------ | -------------- |
| 2010 | „Together” | Third Strike | Tinchy Stryder |

## Teledyski
| Rok  | Tytuł         | Reżyser      |
| ---- | ------------- | ------------ |
| 2010 | „Happiness”   | Aggressive   |
| 2011 | „Good Girl”   | Erik White   |
| 2011 | „Hush Hush”   | Clifton Bell |
| 2011 | „Got 2 Luv U” |              |
| 2012 | „Say That”    |              |

## Nagrody
| Rok  | Organizacja             | Nagroda                                     | Rezultat  |
| ---- | ----------------------- | ------------------------------------------- | --------- |
| 2011 | ESKA Music Awards       | International Hit of the Year ("Happiness”) | Wygrana   |
| 2011 | MOBO Awards             | Best International Act                      | Nominacja |
| 2011 | MTV Europe Music Awards | Best Push Act                               | Nominacja |